# José Machain
José Ildefonso Machain y Cálcena (Asunción, 1778 – 9 gennaio 1849) è stato un militare paraguaiano.
Dopo aver combattuto i francesi durante la guerra d'indipendenza spagnola aderì alla Rivoluzione di Maggio e partecipò come secondo comandante alla spedizione militare che Manuel Belgrano intraprese in Paraguay per portarvi le istanze rivoluzionarie. Sconfitta la spedizione, tornò ad Asunción dopo la dichiarazione d'indipendenza paraguaiana e condusse vita ritirata fino alla morte.

## Biografia
Nato nel 1778 ad Asunción da Juan Machain Latiegui e Josefa Petrona Cálcena Echeverría, José Ildefonso Machain fu inviato a 20 anni in Spagna, dove combatté nella guerra d'indipendenza spagnola.
Nel 1810, all'arrivo della notizia della Rivoluzione di Maggio, Machain chiese una licenza per assentarsi da Madrid, della quale approfittò per imbarcarsi clandestinamente con destinazione Buenos Aires. Arrivato nel Río de la Plata quando Belgrano stava preparando la spedizione militare in Paraguay, fu scelto da quest'ultimo, in quanto paraguaiano di nascita, a farne parte; la sua presenza avrebbe dovuto favorire l'avvicinamento della popolazione paraguaiana alle idee rivoluzionarie.
Promosso vicecomandante della spedizione con il grado di mayor general, il 9 gennaio 1811 Machain fu incaricato di guidare l'attacco dell'avanguardia patriota nella battaglia di Paraguarí; di fronte allo sbandamento nemico, ordinò l'inseguimento del nemico da parte di alcuni suoi reparti, perdendoli così al momento del contrattacco paraguaiano. Dopo tre ore di combattimento, fu costretto a suonare la ritirata, lasciando al loro destino i 120 uomini arrivati all'accampamento avversario; un suo ulteriore attacco con lo scopo di recuperarli fu respinto dalle più numerose truppe nemiche, prima di intraprendere la definitiva ritirata.
Il 9 marzo, durante la battaglia di Tacuarí, Machain fu incaricato di compiere una ricognizione sulla colonna che, oltrepassato il fiume Tacuary più a monte, stava cogliendo l'esercito di Belgrano alle spalle, con l'ordine di ripiegare se si fosse trovato davanti al grosso dell'esercito paraguaiano. Ingannato da una manovra del nemico, Machain attaccò la colonna, accorgendosi solo in seguito di trovarsi di fronte alla parte più cospicua delle forze realiste; circondato, fu costretto ad arrendersi dopo un'inutile resistenza su alcune isole boscose.
Dopo l'indipendenza del Paraguay, Machain approfittò della missione diplomatica di Belgrano ad Asunción per tornare nella sua città natale; sotto la dittatura di José Gaspar Rodríguez de Francia, che perseguì e fece fucilare il fratello minore Juan José Machain nel 1835, visse appartato fino alla sua morte, avvenuta il 6 gennaio 1849.